# Diflumetorim
Diflumetorim ist eine chemische Verbindung aus der Gruppe der Aminoalkylpyrimidine und ein 1997 von Ube Industries und Nissan Chemical Industries eingeführtes Fungizid.

## Verwendung
Diflumetorim ist ein protektives Fungizid, welches überwiegend im Zierpflanzenanbau gegen Mehltau verwendet wird.
Die Verbindung gehört zu den Komplex-I-Hemmern, welche die NADH-Dehydrogenase inhibieren.

## Zulassung
Diflumetorim ist in der Europäischen Union und in der Schweiz nicht als Pflanzenschutzwirkstoff zugelassen.